# Дельгадо Чальбо, Карлос
Ка́рлос Рома́н Дельга́до Ча́льбо Го́мес (исп. Carlos Román Delgado Chalbaud Gómez; 20 января 1909, Каракас, Венесуэла — 13 ноября 1950, там же) — председатель военной хунты Венесуэлы с 1948 по 1950 год.

## Биография
Родился в семье генерала Романа Дельгадо Чальбо. В 1913 году его отец по указанию диктатора Хуана Висенте Гомеса был арестован и семья отправилась в изгнание в Париж. В 1927 году генерал Дельгадо Чальбо был освобождён из тюрьмы и начал в Париже готовить свержение Гомеса. Благодаря этому молодой Карлос Дельгадо познакомился с участниками студенческого движения против диктатуры, готовившими восстание. После провала попытки вторжения в Венесуэлу в 1929 году, в ходе которой погиб его отец, вернулся в Париж и окончил высшее образования в области технических наук в Высшем специальном училище общественных работ (там же женился на румынской коммунистке Лусии Девине).
После смерти президента Гомеса в 1935 году вернулся в Венесуэлу и был отправлен обратно в Париж в Высшее военное училище в Версале, которое окончил в 1939 году. Снова вернувшись на родину, поступил на службу в вооруженные силы инженер-капитаном, став частью «нового поколения офицеров», которые стремились к институциональным изменениям в стране. В октябре 1945 года участвовал в заговоре против президента Медины Ангариты, став членом правительственной революционной хунты и министром обороны.
Его предшественники на посту главы государства, Ромуло Бетанкур и Ромуло Гальегос, пытались ограничить сферу деятельности иностранного капитала, особенно США, повысив налоги на него. 24 ноября 1948 года Дегальдо Чальбо возглавил новый переворот и сверг первого избранного всеобщим голосованием президента Гальегоса. Возглавил военную хунту, в состав которой вошли также Маркос Перес Хименес и Луис Льовера Паэс. Отменил прежние законы о повышении налога на иностранный капитал и предоставил ещё бо́льшие концессии. Был распущен Национальный конгресс и запрещена партия «Демократическое действие».
В начале 1950 года в правящей хунте разгорелся конфликт в связи с планами главы Военной хунты её распустить и выдвинуть свою кандидатуру на президентских выборах. 13 ноября 1950 года 41-летний Дельгадо был похищен группой оппозиционера Рафаэля Симона Урбины и убит при невыясненных обстоятельствах (на следующий день погиб и сам Симон Урбина). В организации этого подозревается Маркос Перес Хименес, который после смерти Дельгадо стал фактическим главой правительства, а в 1952 году — авторитарным президентом страны. Этому событию посвящён венесуэльский мини-сериал «Убийство Дельгадо Чальбо» (RCTV).
В честь Карлоса Дельгадо Чальбо названы гора в истоках Ориноко и некоммерческий фонд социальных программ.